# Papa Severino
Severino (em latim: Severinus); (Roma - Roma, 2 de agosto de 640) foi o 71.º Papa da Igreja Católica de 15 de outubro de 638 até a ata de sua morte. Foi o sucessor do Papa Honório I, e o condenador da doutrina monotelista.

## Biografia
Severino nasceu em Roma, mas a data de seu nascimento não é conhecida. Seu pai se chamava Avienus, e é especulado que este poderia ter sido um dos senadores romanos.
Ele foi eleito Papa em 28 de maio de 638, mas só foi consagrado em 28 de maio de 640.
Foi eleito como de costume no terceiro dia após a morte de seu predecessor, Honório, e logo foram enviados representantes para Constantinopla a fim de obter a confirmação da sua eleição.
Mas o imperador bizantino, Heráclio, em vez de conceder a confirmação, ordenou a Severino que assinasse a Ectese, uma profissão de fé monotelita escrita pelo próprio imperador junto do patriarca de Constantinopla. O papa eleito recusou terminantemente a faze-lô.
Por isso, o imperador ordenou o saque de Roma e das riquezas das igrejas, especialmente da Igreja de São João e do Palácio de Latrão, saqueado pelo Exarca Isaac. Mas Severino se manteve firme.
Enquanto isso, seus enviados em Constantinopla, embora se recusassem a assinar qualquer documento herético e depreciassem a violência em questões de fé, comportaram-se com grande tato e finalmente garantiram a confirmação imperial. Após uma vacância de mais de um ano e sete meses, a Sé de Pedro foi novamente preenchida, e seu novo ocupante passou imediatamente a declarar que, como em Cristo havia duas naturezas, também havia nele duas vontades e duas operações naturais.
Durante seu breve reinado, ele construiu a abside da antiga Igreja de São Pedro, na qual foi sepultado.
Morreu em 2 de agosto de 640.